# Danuta Dmowska-Andrzejuk
Danuta Małgorzata Dmowska-Andrzejuk (ur. 1 marca 1982 w Warszawie) – polska szpadzistka, mistrzyni świata i Europy. W latach 2019–2020 minister sportu w drugim rządzie Mateusza Morawieckiego, w 2023 minister sportu i turystyki w trzecim rządzie tego samego premiera.

## Życiorys

### Wykształcenie i działalność zawodowa
W latach 1997–2001 uczyła się w XLV Liceum Ogólnokształcącym w Warszawie. Podjęła pracę w wojsku, w 2006 otrzymała etat w ówczesnym 3 Batalionie Zabezpieczenia Dowództwa Wojsk Lądowych, dołączając do Grupy Sportowej Warszawa. W tym samym roku ukończyła studia magisterskie z zakresu wychowania fizycznego na Akademii Wychowania Fizycznego Józefa Piłsudskiego w Warszawie. Została również absolwentką architektury wnętrz w Wyższej Szkole Ekologii i Zarządzania w Warszawie.

### Kariera sportowa
Od 1992 zawodniczka sekcji szermierczej CWKS Legia Warszawa. W latach 2007–2012 zawodniczka klubu sportowego AZS-AWF Warszawa. Od 2013 roku zawodniczka klubu sportowego AZS AWF Katowice.
W zawodach krajowych wywalczyła m.in. mistrzostwo Polski juniorek i seniorek indywidualnie (sześciokrotnie), mistrzostwo Polski młodzieżowców i seniorek drużynowo (trzynastokrotnie), a także Puchar Polski seniorek.
Reprezentowała Polskę jako juniorka, następnie jako seniorka. W styczniu 2005 zajęła 2. miejsce w zawodach Pucharu Świata w Pradze, w czerwcu tegoż roku była 3. w zawodach Pucharu Świata w Barcelonie. Na mistrzostwach Europy w 2005 w Zalaegerszegu zajęła 2. miejsce drużynowo. W tym samym roku osiągnęła największy indywidualny sukces w karierze sportowej – na mistrzostwach świata w Lipsku zdobyła złoty medal indywidualnie, w finale turnieju pokonując Estonkę Maarikę Võsu. W 2009 na mistrzostwach Europy w Płowdiwie zdobyła z drużyną srebrny medal w szpadzie. Również w 2009 w drużynie wywalczyła srebro na mistrzostwach świata (Polki przegrały w finale z Włoszkami 30:45). Rok później w Lipsku drużyna z Danutą Dmowską-Andrzejuk zdobyła złoty medal mistrzostw Europy, tym razem pokonując w finale Włoszki 35:30. W późniejszych latach reprezentowała Polskę m.in. w zawodach sportowców wojskowych.

### Działalność społeczna i polityczna
Pełniła funkcję wiceprezesa Polskiego Stowarzyszenia Sportu Kobiet, założonej w 1994 przez Irenę Szewińską i Marię Kwaśniewską organizacji upowszechniającej sport dziewcząt i kobiet. Działaczka na rzecz promocji i rozwoju sportu osób niepełnosprawnych, a także na rzecz integracji w sporcie.
3 grudnia 2019 premier Mateusz Morawiecki przedstawił ją jako kandydatkę na ministra sportu w swoim drugim rządzie. 5 grudnia 2019 prezydent RP Andrzej Duda powołał ją na to stanowisko. W trakcie pracy w Ministerstwie Sportu zainicjowała takie programy jak „Sportowe Wakacje+”, „Mały wielki Polak – nadzieje olimpijskie” oraz „Super Trener”.
Została odwołana z urzędu 6 października 2020 w związku z likwidacją odrębnego resortu. W tym samym miesiącu została pełnomocnikiem prezesa Rady Ministrów ds. utworzenia Narodowego Centrum Sportu.
W kwietniu 2021 minister aktywów państwowych Jacek Sasin powołał ją na doradcę społecznego i przewodniczącą zespołu do spraw sponsoringu sportu przez spółki Skarbu Państwa. W tym samym roku zajmowała się koordynacją szczepień polskich sportowców przeciw COVID-19. Również w 2021 została prezesem SuperLigi w tenisie oraz członkinią rady sportu kobiet Europejskiej Federacji Szermierczej.
W 2023 bez powodzenia kandydowała z ramienia PiS do Sejmu w okręgu warszawskim. 27 listopada 2023 objęła stanowisko ministra sportu i turystyki w trzecim gabinecie Mateusza Morawieckiego. Funkcję tę pełniła do 13 grudnia 2023.

## Odznaczenia i wyróżnienia
W 2011 została odznaczona Złotym Krzyżem Zasługi. W 2021 wyróżniona Złotą Odznaką „Za Zasługi dla Sportu”. W 2012 wyróżniona Nagrodą Miasta Stołecznego Warszawy.
Zajęła 5. miejsce w Plebiscycie „Przeglądu Sportowego” na najlepszego sportowca 2005. Uznana za najlepszą szpadzistkę w historii 90-lecia Polskiego Związku Szermierczego.

## Życie prywatne
Córka Marka i Hanny. W 2007 zawarła związek małżeński z szermierzem Robertem Andrzejukiem, wicemistrzem olimpijskim z 2008. Para ma troje dzieci.